# Liste der Kulturgüter in Leuk
Die Liste der Kulturgüter in Leuk enthält alle Objekte in der Gemeinde Leuk im Kanton Wallis, die gemäss der Haager Konvention zum Schutz von Kulturgut bei bewaffneten Konflikten, dem Bundesgesetz vom 20. Juni 2014 über den Schutz der Kulturgüter bei bewaffneten Konflikten sowie der Verordnung vom 29. Oktober 2014 über den Schutz der Kulturgüter bei bewaffneten Konflikten unter Schutz stehen.
Objekte der Kategorien A und B sind vollständig in der Liste enthalten, Objekte der Kategorie C fehlen zurzeit (Stand: 1. Januar 2023).

## Kulturgüter
| Foto |                                                                                                   | Objekt                                                                 | Kat. | Typ | Standort                                                     | Beschreibung |
| ---- | ------------------------------------------------------------------------------------------------- | ---------------------------------------------------------------------- | ---- | --- | ------------------------------------------------------------ | ------------ |
| ja   | Datei hochladen · Wikidata zu Kirche St. Stephan (Q29573847)                                      | Kirche St. Stephan KGS-Nr.: 06801                                      | A    | G   | Hauptplatz 18 615117 / 129588                                |              |
| ja   | Datei hochladen · Wikidata zu Rathaus (Q29573851)                                                 | Rathaus KGS-Nr.: 06802                                                 | A    | G   | Rathausplatz 1 615115 / 129438                               |              |
| ja   | Datei hochladen · Wikidata zu Ringackerkapelle Mariä Empfängnis mit Einsiedelei (Q29573853)       | Ringackerkapelle Mariä Empfängnis mit Einsiedelei KGS-Nr.: 06803       | A    | G   | Ringacker 3 615149 / 129189                                  |              |
| ja   | Datei hochladen · Wikidata zu Schloss Zen-Ruffinen / Loretan (ehemals de Werra) (Q29573856)       | Schloss Zen-Ruffinen/Loretan (ehemals de Werra) KGS-Nr.: 06804         | A    | G   | Kreuzgasse 8 615160 / 129510                                 |              |
| ja   | Datei hochladen · Wikidata zu Dalaturm (Q29573845)                                                | Dalaturm KGS-Nr.: 06808                                                | A    | G   | Hammerschmiede 21 614172 / 129495                            |              |
| BW   | Datei hochladen · Wikidata zu Haus zur Linde (Albertini-Haus) mit Malerei-Zyklus (Q131339708)     | Haus zur Linde (Albertini-Haus) mit Malerei-Zyklus KGS-Nr.: 16929      | A    | G   | Hauptplatz 14 615118 / 129554                                |              |
| ja   | Datei hochladen · Wikidata zu Hohe Brücke über den Feschelbach mit Kapelle (Q29892235)            | Hohe Brücke über den Feschelbach mit Kapelle KGS-Nr.: 06718            | B    | G   | Erschmatt, Erschmattstrasse 15 618189 / 129139               |              |
| BW   | Datei hochladen · Wikidata zu Kirche St. Michael (Q29892238)                                      | Kirche St. Michael KGS-Nr.: 06719                                      | B    | G   | Erschmatt, Dorfplatz 10 619556 / 130043                      |              |
| BW   | Datei hochladen · Wikidata zu Alte Kür (Q29892231)                                                | Alte Kür KGS-Nr.: 06806                                                | B    | G   | Kreuzgasse 37a 615160 / 129580                               |              |
| ja   | Datei hochladen · Wikidata zu Schloss Leuk (Q6534487)                                             | Bischofsschloss KGS-Nr.: 06807                                         | B    | G   | Rathausplatz 5 615035 / 129441                               |              |
| ja   | Datei hochladen · Wikidata zu Juon-Haus (Q29892236)                                               | Juon-Haus KGS-Nr.: 06810                                               | B    | G   | Friedhofgasse 5 615109 / 129640                              |              |
| BW   | Datei hochladen · Wikidata zu Mageranhaus (Q29892240)                                             | Mageranhaus KGS-Nr.: 06812                                             | B    | G   | Kreuzgasse 4 615119 / 129510                                 |              |
| ja   | Datei hochladen · Wikidata zu Majorshof von Werra Galdinen (Q29892243)                            | Majorshof von Werra KGS-Nr.: 06813                                     | B    | G   | Galdinen 1 614905 / 129602                                   |              |
| BW   | Datei hochladen · Wikidata zu Schützenlaube (Q29892250)                                           | Schützenlaube KGS-Nr.: 06815                                           | B    | G   | Schützenlaube 10 615277 / 129429                             |              |
| ja   | Datei hochladen · Wikidata zu Schloss Mageran / de Werra (jetzt Altersasyl St. Josef) (Q29892252) | Schloss Mageran / de Werra (jetzt Altersasyl St. Josef) KGS-Nr.: 06816 | B    | G   | Susten, St. Josef-Allee 40, 40.1, 40.2, 40.3 616310 / 128297 |              |
| BW   | Datei hochladen · Wikidata zu Kapelle Heilige Familie (Q29892255)                                 | Kapelle Heilige Familie KGS-Nr.: 06817                                 | B    | G   | Thel 46 616459 / 130320                                      |              |
| BW   | Datei hochladen · Wikidata zu Loretan-Haus (Q131339855)                                           | Loretan-Haus KGS-Nr.: 17285                                            | B    | G   | Hauptplatz 1 615071 / 129482                                 |              |
| BW   | Datei hochladen · Wikidata zu Peter-Allet-Haus (Q131344128)                                       | Peter-Allet-Haus KGS-Nr.: 17286                                        | B    | G   | Badnerstrasse 1 615139 / 129626                              |              |
| BW   | Datei hochladen · Wikidata zu Pulverturm (Q131344197)                                             | Pulverturm KGS-Nr.: 17287                                              | B    | G   | Galdinen 3a 614918 / 129608                                  |              |
| BW   | Datei hochladen · Wikidata zu Turmatte-Mauer (Q131344288)                                         | Turmatte-Mauer KGS-Nr.: 17288                                          | B    | G   | Rathausplatz 615072 / 129449                                 |              |
| BW   | Datei hochladen · Wikidata zu Haus Maurice Chappaz (Q131344361)                                   | Maison Maurice Chappaz KGS-Nr.: 17290                                  | B    | G   | Pfynstrasse 64 613658 / 128696                               |              |